# Rome: Total War
Rome: Total War (директан превод: Рим: потпуни рат) је стратешка игра заснована на два играчка жанра — потезној стратегији и стратегији у реалном времену — у којој играч преузима контролу над једном од фракција у касном периоду Римске републике и раном периоду Римског царства (270. п. н. е. — 14. н. е.). Игру је развио студио „Creative Assembly“ и издао 22. септембра 2004. године. Ово је трећа игра из серијала Total War.

## Радња
Радња игре почиње у време Римске републике; играч се налази у улози вође једне од три владајуће породице:
- Сципиона (Scipii), којој је припадао Сципион Африканац, један од најистакнутијих војсковођа у време ране Римске републике.
- Јулијеваца (Julii), којој је припадао Гај Јулије Цезар, најистакнутији римски државник и војсковођа из 1. века пре наше ере.
- Брутоваца (Brutii), којој је припадао Марко Јуније Брут, један од убица Јулија Цезара.

Као вођа ових породица играч за циљ има да прошири територију у име Римске републике, при томе водећи рачуна о економији, војсци и развијености своје фракције, како би играч на крају постао римски цар. Успешан завршетак неке од ових кампања омогућава (откључава) друге фракције као што су Картагињани, Германи, Гали и други.

## Начин игре
Игра се састоји из два главна дела. Први део је играње на мапи у виду потеза, а други део су битке, које се играју на посебној мапи-бојишту. Први део игре углавном служи да се померају војске и друге јединице, развијају градови и економија и води дипломатија.
Други део игре су битке. Када играч ступи у сукоб са непријатељском војском или започне опсаду града, игра се пребацује на посебну мапу, тј. бојиште. Мапа је урађена у тродимензионалној графици, са свим јединицама и окружењем. Играч може победити на два начина; први начин је елиминисање свих противничких јединица са мапе, а други начин је присиљавање свих противничких јединица на мапи у бег (ово се може изазвати убијањем противничког вође или генерала или наношењем тешког ударца противничким јединицама као нпр. јуриш коњице у леђа противника).
Поред ових битака, постоје и поморске битке, које обухватају битке бродова. За разлику од битке на копну, ове битке се не могу играти на посебним 3Д мапама, већ се њихов исход аутоматски рачуна у зависности од броја и јачине јединица. Такође, са поморским јединицама се могу блокирати непријатељске луке, што може знатно утицати на њихову економију и трговину.
Све јединице се праве у провинцијама, тј. њиховим градовима. Да би играч покорио неку провинцију, мора да освоји главни град провинције. Кад покори неки град, он може да гради и унапређује неке зграде, побољшавајући притом јединице, откључавајући нове или унапређујући економију. Да би провинција остала у поседу играча, он мора да одржава економију стабилном, одржавајући људе у провинцији срећним и чувајући их од других армија. Постоји посебна опција која омогућава играчу да дозволи рачунару да управља градом и порезима док се он усредсређује на друге активности.

## Фракције
Играч може преузети контролу над фракцијом у једном делу њене историје. Постоји седам група у које су фракције сврстане. Неке фракције су доступне по инсталирању игре, неке се могу откључати прелажењем кампање, а неке се не могу играти (могу се играти само путем измене фајлова у самом инсталационом директоријуму игре, али ово најчешће доводи до многих грешака при учитавању и разних багова).

### Римљани
Постоје три римске фракције које се могу играти: Јулијевци, Брутовци и Сципиони. Поред ових ту је и Сенат који се не може играти (осим у делу Историјске битке у бици код Аскула). Сенат у почетној фази игре даје играчу одређене задатке, за чије извршење играч бива награђен, а у каснијој фази игре Сенат представља главну препреку играчу који претендује да постане римски император.
Иако су у једном савезу, све фракције осим Сената немају готово никаквог контакта између себе. Готово никада не помажу једна другој осим ако се армија или флота не налазе у истом радијусу неке битке. Ово је можда зато што на почетку игре у мини филмовима све три стране говоре о међусобној мржњи.
Све три стране добијају мисије од сената (углавном су то мисије везане за заузимање неке провинције, блокирање луке или дипломатске мисије) који после сваког завршеног задатка обично награди играча: новом јединицом, новцем или повећањем популарности у Сенату. Постоје и неки задаци Сената који су уперени против интереса играча: ако се играчева војска налази на територији неке римске или друге провинције која није његова, Сенат му даје задатак да напусти у одређеном року ту провинцију. Уколико не испуни налог Сената, то може негативно утицати на његову репутацију.
Сенат брине о неколико ствари. Пре свега то је дипломатија према осталим народима и понекад говори играчу да испуни неке дипломатске дужности као што је закључивање споразума о трговини. Друга ствар је популарност осталих римских породица. Ако нека породица извршава задатке Сената онда њена популарност расте и евентуално чланови породице добијају звања у Сенату. Трећа и најважнија ствар је популарност породица међу Римљанима. Римски народ воли освајаче. Што више играч осваја територија, његова популарност расте међу народом. Временом, ако популарност постане превелика Сенат ће од играча затражити самоубиство лидера фракције. Играч има две опције, да прихвати или да одбије. Прихвати ли Сенат ће га толерисати још неколико година и онда поново затражити исту ствар. Ако одбије онда долази до римског грађанског рата. Исто играч може изазвати грађански рат ако добије довољно популарности и нападне сам Рим.
Сенат сваки круг додељује звања члановима породице у зависности од особина чланова породице и утицаја фракције у Сенату. Звања која се могу добити су: понтифекс максимус, конзул, претор, цензор, квестор и едил.
Римска војска се углавном заснива на јакој пешадији и слабој коњици у поређењу са другим народима. Римске реформе војске се заснивају на Маријевим реформама војске. У игри до реформе римске војске долази када играч стекне могућност да гради Огроман град (енгл. Huge City), што се догађа најчешће пре историјског датума ових реформи 107. п. н. е. Овим реформама многе римске јединице замењују врло препознатљиве јединице као што су легије и доступне су неке формације као што је корњача (тестудо).
Пошто има три фракције, свака фракција почиње у другом временском периоду, има своје типове храмова и своје гладијаторе који могу учествовати у бици.
- Јулијевци почињу на северу Апенинског полуострва и боре се против варвара (поготову Гала). Такође имају своје самнитске гладијаторе (енгл. Samnite) и храмове које могу посветити Церери, Дионису и Јупитеру.[2]
- Брутовци почињу на југу Апенинског полуострва и морају да се боре против Грка на истоку, али могу и да се боре против Египћана на југу. Такође могу да регрутују гладијаторе велите (енгл. Velites) и да граде храмове посвећене Марсу, Меркуру и Јунони.[2]
- Сципиони почињу на Сицилији и у централним крајевима Апенинског полуострва. Они морају да се боре против Картагињана, Нумидијаца и Египћана. Такође могу да регрутују гладијаторе мурмило (енгл. Murmillo) и да граде храм Нептуну, а када се храм коначно изгради Сципиони добијају прилику да граде специјалне бродове.[2]

### Варвари
Варварске фракције имају своје предности и мане. За разлику од цивилизованих фракција они не могу да граде градске бедеме од камена и не могу да граде боље путеве од обичних. Најважније је то да не могу да граде више од три градска нивоа, за разлику од пет нивоа код цивилизованих фракција, али, због овога, они се много брже развијају од других фракција и праве велике јединице. Варварске армије су недисциплиноване и ослањају се на бруталну снагу и своју бројчану надмоћ. Варварска пешадија је јака у поређењу са пешадијама других фракција.
Варварске фракције су:
- Гали (може се откључати) имају велике територије већином у данашњој Француској, северној Италији и централној Шпанији. Гали имају добре мачеваоце и стрелце, али мало коњице. Све ово Гале сврстава у основну варварску фракцију.[2]
- Брити (може се откључати) почињу кампању на територији данашњих Велике Британије и Холандије. Њихове специјалне јединице су двоколица, јаросни мачеваоци, обојени у модру боју, и јединице које бацају одсечене светлеће људске главе како би застрашиле непријатеље.[2]
- Германи (може се откључати) почињу у североисточној Галији и делу Британије, на територији данашњих Немачке и Холандије. Германску пешадију чине снажне, али и недисциплиноване јединице, укључујући и једину варварску јединицу која се може организовати у формацију фаланге. Поред тога, Германи располажу моћном готском коњицом и различитим јединицама које рукују секирама. Специјалну јединицу чине ратници познати као берзереци. Под командом рачунара они обичну заузму територије од данашње Холандије до северне Русије, понекад заузму и територије Скитије.[2]
- Хиспанија (не може се откључати) игру започиње на Пиринејском полуострву. Они контролишу данашњи Португал и сву Шпанију осим североисточног и јужног дела који је под контролом Гала, односно Картагине. Хиспанија је фракција која има елементе и Картагине и обичних варвара. Имају солидну пешадију међу којима се издвајају скутари (лат. scutarii, срп. штитоноше) који прво бацају копља, а затим јуришају у битку наоружани кратким мачем гладијусом, оружјем које сами су Римљани касније усвојили. Такође имају и још понеку јединицу картагинског порекла, али су им коњица и стрелци малобројни.[2]
- Дакија (не може се откључати) је територија на простору данашње Румуније. Дачани имају веома лаку и брзу пешадију на коју се ослањају у раним фазама игре. Такође заједно са Скитима су једина варварска фракција којој је дозвољено да гради опсадне справе.[2]
- Скити (не може се откључати) су народ састављен од коњаника наоружаних луком и стрелама. Историјски гледано, у време када је хронолошки смештен почетак игре Скити су већ били незнатно племе, док су доминантно место међу степским народима преузели Сармати. У самој игри Сармати се појављују искључиво у виду тешке коњице коју је могуће користити као најамнике. Скити у игри контролишу велике територије око данашње Румуније, Украјине и део Белорусије.[2]

### Грци
Грчке државе се могу наћи на источном делу Медитерана, већином на Балкану и око Анадолије (модерна Турска). Грци имају веома јаку пешадију на уштрб коњице, стрелаца и других видова пешадије. Такође, грчка пешадија може да формира фалангу, веома јаку формацију која је готово несавладива.
- Грчки градови (може се откључати) изненађујуће почињу сваку игру са неколико територија у самој Грчкој. Имају укупно пет градова. Прва два су у Грчкој (без Атине, њу контролишу побуњеници), један на Сицилији, један у Малој Азији и један на острву Родосу. Њихова војска се углавном састоји од хоплита као пешадија, добрих стрелаца и релативно слабе коњице.[2] Такође могу регрутовати спартанске хоплите који су једна од најбољих јединица у свету, али њихов скучена формација је лоша, јер су веома рањиви од стране стрелаца и копљаника. Због своје разбацаности, грчки градови представљају рањиву фракцију коју нападају Сципиони, Брутовци и Македонци, тако да је њихов успех тешко достижан. Грци имају храмове посвећене Артемиди, Атини, Афродити и богињи победе Ники.[2]
- Македонци (не може се откључати) је фракција која је слична Грчкој с тим што има јачу коњицу. Главнину македонске војске чине хоплити, копљаници и тешка коњица, међу којима су и хетери који су биле елитне јединице под вођством Александра Великог лично. Они обично започињу на источној и северној обали Егејског мора и обично се боре против Грка, Трачана, Дачана, а касније и против Римљана.[2]
- Селеукидско царство (може се откључати) слично као и Македонци, имају добру пешадију и брзу коњицу (и хетере такође). Али поред овога они могу да регрутују и тзв. скитске ратне кочије, ратне слонове, катафракте и легионаре по узору на римске. Самим тим, ова фракција има најразличитији спектар јединица. Територија Селеукида представља узак појас од од егејске обале до Блиског истока. Међутим, Селеукиди се налазе укљештени између неколико фракција и под вођством рачунара комбинација напада Египта, Понта и Јерменије их готово увек уништи, пре него што царство развије јаче јединице.[2]
- Тракија (не може се откључати) је грчко-варварска држава која комбинује грчке и варварске јединице. Трачани игру почињу на западној обали Црног мора, на територији данашње Бугарске и Румуније. Као друге грчке и варварске фракције и ова фракција има лошу коњицу.[2]

### Египћани
Египат је релативно јака фракција која доминира источним делом мапе, под вођством рачунара. Њихови непријатељи су: Партија, Селеукидско царство, Јерменија и Нумидија.
- Египћани (може се откључати) се налазе у долини реке Нил, данашњи Кипар, Израел и Јордан. Египатске трупе су углавном лако наоружане због веома врелог египатског поднебља. Док, историјски гледано, хеленистички Египат је имао углавном сличну војску као Македонија, у игри Египат има углавном стрелце, копљанике који могу формирати фалангу и различите типове ратних кочија. Кад је под контролом рачунара Египат обично нападне Селеукидско царство и постане доминантна сила у регији. Са Римљанима се обично суочавају тек пред крај игре. Египћани могу да изграде неколико врста храмова посвећеним боговима Ра, Изиди, Сету, и Хорусу.

### Африка
Афричке фракције се углавном састоје од јаке коњице и пре свега јаких ратних слонова. Све фракције имају веома слабу пешадију што у биткама доноси доста проблема, јер када се боре са неким ко има јаку пешадију као нпр. Сципиони онда се морају ослонити на слонове или коњицу.
- Картагина (може се откључати) има веома добру коњицу и ратне слонове, добру и разнородну пешадију. Недостатак квалитетније пешадије је велики хендикеп када долазе у сукоб са Римљанима који су им главни непријатељи. Тешко наоружану пешадију добијају тек касније у игри. Почињу игру у данашњем Тунису са колонијама на Иберијском полуострву, Сицилији и Сардинији. Картагина је веома богата фракција и често може да унајми плаћенике како би отклонила свој хендикеп. Када је под контролом рачунара ова фракција готово никад не напада и заузима територије, већ је нападнута понекад од стране Нумиђана или Римљана и обично буде уништена средином игре.[2]
- Нумиђани (не може се откључати) Ова фракција има веома јаку лаку коњицу, добре стрелце и копљанике. Њихове јединице су увек у предности када се боре у пустињама и могу обучити своје сопствене верзије легионара. Они држе све територије у Северној Африци које нису под контролом Картагине или Египта.

### Источне фракције
Источне фракције представљају велике државе којима нису владали Дијадоси, наследници Александра Македонског. Њихове војске се углавном састоје од тешке коњице и лоше пешадије. На формирање других типова јединица утицала су освајања Александра Великог (која претходе догађајима у игри неких педесетак година)
- Партија (може се откључати) поседује специјалност која лежи у тешкој коњици, као што је персијска коњица или стрелци на коњима. Док је коњица веома јака, пешадија је лошег квалитета што доводи до потешкоћа приликом опсаде града. Историјски Парћани су насељавали крајеве у централној Азији источно од Каспијског језера. У игри је исто тако, али они такође насељавају територије северно од Каспијског мора. Партијско царство се у игри веома тешко шири, јер је под сталним нападима Египта, Јерменије, Понта и Селеукида. Иронично делује да, иако уводне сцене потенцирају богатство Парћана, првих неколико потеза су у финансијском погледу веома тешки. Парћани могу направити само један тип храма посвећен Заратустри.
- Јерменија (не може се откључати) је једина источна фракција којој не недостаје пешадија. Имају такође јаку коњицу, касније могу развити јаке стрелце и могу имати своју сопствену копију легионара. Територија се налази у планинама у данашњој источној Турској, Јерменији и Грузији.
- Понт (не може се откључати) је грчко-источна фракција са грчким именима, боговима и сличним јединицама. Имају јаку коњицу, брзу пешадију и веома добре стрелце. Понт је у ствари друга по јачини фракција у источном делу карте, одмах после Египта. Она започиње игру у источном и средњем делу Мале Азије и поседује неке грчке колоније.

### Побуњеници
Побуњеници су посебна фракција у игри. Они су посебни, јер се не могу комплетно уништити и њихове армије се могу појавити било где на мапи. Они не могу да сарађују, већ је свака армија за себе одговорна. У зависности од тога где се налазе, побуњеници се деле на неколико група: разбојници и пирати, бегунци и ослобођени робови, независна краљевства и побуњенички градови, амазонке, гладијаторска буна, јудејски фанатици и хелотска буна.

## Породица
Свака владарска породица неке фракције има своје породично стабло. Породица је састављена од владара, његове жене, њихове деце, укључујући и престолонаследника, њихових парова и праунука владара. Само мушка деца се могу контролисати, кад постану пунолетни (са 16 година) и имају „пуну“ улогу у фракцији. Када достигну пунолетство, они могу да буду стационирани у провинцијама, да учествују у биткама или унајмљују плаћенике и праве осматрачнице или тврђаве. Како би се добили нови генерали, фракција може урадити следеће:
- Рођење сина (како је напоменуто изнад, он мора бити пунолетан).
- Удаја принцезе за неког генерала ван породице.
- Усвајање се може извршити на два начина. Први је да се капетан који је био победник у некој бици усвоји и постане пуноправни члан породице. Други начин је да неко из породице предложи за усвајање. Ово је корисно јер се може изабрати најбољи генерал са добрим способностима.
- Потплаћивањем генерала са дипломатом. Нови генерал се усваја и постаје пуноправни и равноправни члан породице, али је његова оданост новој фракцији слабија него код осталих чланова породице.

Свака фракција може и да изгуби генерала и то на један од следећих начина:
- Потплаћивањем (не могу се потплатити вође фракција и њихови наследници)
- Смрћу услед старости.
- Атентатом.
- Смрћу услед болести.
- Од куге.
- Смрћу у бици.
- Побуном; када се генерал налази у граду који се побунио, онда он може погинути у побуни.
- Смрт на мору (ако се налази у флоти током поморске битке, ако флота буде уништена и генерал и све јединице умиру такође).

У случају смрти у мушких и женских чланова, породица играча добија поруку.
Ако у некој бици играч нема генерала, онда он добија капетана који га замењује. Иста ствар се дешава и на мору. Војска без генерала се може потплатити, али она се потплаћивањем губи са мапе, осим ако фракција која ју је потплатила има исти тип војске.
Сваки генерал може стицати нове способности на разне начине. Ако, на пример, генерал победи у бици, онда се његова командна способност повећава. Добијање нових способности може имати и позитивне и негативне последице. Сваки генерал може добити и новог слугу, који, у зависности од свог посла, може повећати способности генерала. Сваки генерал може имати до осам слугу и они се могу размењивати између свих генерала, али само ако се налазе у истој војсци или граду.

## Агенти
Постоје три врсте агента: шпијуни, дипломате и атентатори. То су специјалне јединице које се могу користити за различите врсте задатака. Они могу да иду по другим територијама (савезничким, неутралним и противничким), без слања поруке играчу од сената да напусти туђу територију. Они, као и генерали, могу да стичу или губе репутацију и да имају своје слуге, које могу да се размењују, али само са агентима истог типа.
- Шпијуни се могу регрутовати кад град добије други ниво трговачке структуре. Они служе за прикупљање података о армијама и градовима. Они се могу инфилтрирати у град и прикупљати податке о војсци и струкурама које се у њему налазе. Шпијун који се инфилтрира у град повећава шансе да се отворе капије током напада (што је више шпијуна инфилтрирало град, то су веће шансе да капије буду отворене). Такође, када се налазе у сопственој војсци или граду, они повећавају сигурност града или војске, јер могу открити друге шпијуне или убице. Шпијуни могу бити убијени при покушају да се инфилтрирају у војску или град, или бити откривени кад су се већ инфилтрирали. Такође, могу их убити убице.
- Дипломате закључују разне уговоре, као што су трговина, информације о мапи или прекид рата. Они могу да покушају да поткупе непријатељске армије или градове. Могу да преговарају са свим јединицама, осим са шпијунима и убицама.
- Убице служе да убијају непријатељске цивилне и војне функционере. Они могу бити убијени током покушаја или откривени од стране телохранитеља, што може погоршати односе са фракцијом.

## Плаћеници
Плаћеници су посебне јединице које може да регрутује само генерал и само на мапи кампање. Неки плаћеници се могу регрутовати само у једној регији, док су други доступни у свим регијама. Плаћеници имају многе предности, али и многе мане. Они су обично веома ефикасни у регији где су регрутовани и у ближој околини. Мане плаћеника су те што се њихови губици не могу надокнадити обуком као што је то случај са редовним војним јединицама, већ само регрутовањем нових плаћеничких јединица и њиховим спајањем. Могу се спајати само плаћеничке јединице истог типа. Такође имају низак морал с обзиром да су плаћени и велике су шансе да током битке почну да беже у страху. Када играч заузме град, ако има плаћенике његов плен од освајања града ће се смањити, јер ће плаћеници узети свој део. Плаћеници се обично употребљавају када треба да се брани тврђава на некој стратешкој тачки или када треба да се изврши инверзија. Генерал који регрутује плаћенике добија новог потчињеног - плаћеничког капетана.

## Историјске битке
пружа играчу прилику да одигра неколико историјских битака. Играч обично преуима контролу над бројчано слабијом или губитничком армијом и мора да се потруди да би победио. Битке које се могу одиграти су:
- битка код Тразименског језера
- битка код Рафије
- битка код Теламона
- битка за Герговију
- битка код Требије
- битка код Каре
- битка код Аскула
- битка код Киноскефала
- битка у Теутобуршкој шуми
- опсада Спарте

## Историја издавања
Демо игрице је издан 24. августа 2004. године и доступан је да се скине на званичном сајту. Демо се састоји битке код Требије где играч узима улогу Ханибала.
Пре објављивања саме игре, енџин који је коришћен у игри употребљен је од стране BBC-ја у њиховом историјском серијалу „Пресудне битке“ Decisive Battles за 3Д приказ историјских битака. и Time Commanders на каналу BBC 2, где су почетнички играчи покушавали да понове античке битке. Играчки енџин је често коришћен у телевизијским серијама историјског карактера.
Оригинална музика из игре је направљена од стране Џефа ван Дика, који је добио Бафта награду. Његова жена Анђела ван Дик отпевала је вокале у неким од песама; Анђела је такође написала текст за песму Divinitus која је комплетно на латинском језику. Према оцени критичара најбоља је песма Forever коју су написали Џеф и Анђела заједно. Песма је у почетку требало да се чује у главном менију, али се чује на крају кампање током приказивања захвалница.

## Награде и критика
је критикована и награђивана на многим играчким сајтовима и у многим часописима. Критике су углавном биле позитивне и зато је игра проглашена за најбољу стратешку игру у 2004. години. Играчки сајт Game Rankings дао је овој игри просечну оцену 91,7% са 65 детаљних прегледа, од којих су 48 имали просек 90%.
- - (УК): 5 у листи најбољих рачунарских игара „95%“
- - На листи најбољих игара свих времена заузела је високо 5 место, по оцени уредника.[5]
- (САД): Проглашена ја најбољом стратешком игром 2004. године по оцени уредника.
- : Проглашена за најбољу стратешку игру у 2004. године по оцени уредника.
- : Најбоља стратешка игра
- : 5 од 5
- : 95%

## Експанзије

### 
је прва експанзија која је издата 27. септембра 2005. године. Игра је заснована на паду Римског царства, пред сам долазак варварских хорди са истока. Поред нових јединица и фракција, у игри се први пут појављују такозвани номадски народи, народи који почињу са великом војском, али без своје територије. Такође, у овој игри религија има већи значај.
Rome: Total War: Alexander је друга експанзија издата 19. јуна 2006. године. Ова експанзија прати период за време освајања Александра Великог. Ова експанзија има само 8 фракција, што је знатно мање од њених претходника. Може се играти само са једном фракцијом, Македонцима. Мапа је измењена тако што су приказане средње и јужне територије Азије и део Медитерана.

## Модификације
Rome: Total War се сматра једном од игара где се врло лако могу мењати мапа, изглед јединица и јачина. Због овога, многи мали развојни тимови су направили своје сопствене верзије ове игре, са истим или другачијим дешавањима. Најпопуларнији су:
- : сматра се најреалистичнијом игром, са латинским именима и још већом мапом.[8]
- : најпопуларнија модификација. Она има знатно већу мапу од обичне, са много више територија и већим бројем новијих јединица.[9]